# Macunaga Akira (labdarúgó, 1948)
Macunaga Akira (Sizuoka, 1948. augusztus 8. –) japán válogatott labdarúgó.

## Nemzeti válogatott
A japán válogatottban 10 mérkőzést játszott, melyeken 2 gólt szerzett.

## Statisztika
| Japán válogatott | Japán válogatott | Japán válogatott |
| Időszak          | Mérk.            | gól              |
| ---------------- | ---------------- | ---------------- |
| 1973             | 3                | 0                |
| 1974             | 0                | 0                |
| 1975             | 0                | 0                |
| 1976             | 7                | 2                |
| Összesen         | 10               | 2                |